# 라크벨 라스테니
라크벨 라스테니(Raquel Rastenni, 1915년 8월 21일 ~ 1998년 8월 17일)는 덴마크의 가수이다. 유로비전 송 콘테스트 1958에서 덴마크 대표로 참가했다.